# Campeonato Potiguar Segunda Divisão 2019
In 2019 werd de 22ste editie van de Campeonato Potiguar Segunda Divisão gespeeld voor voetbalclubs uit de Braziliaanse staat Rio Grande do Norte. De competitie werd georganiseerd door de FNF en werd gespeeld van 28 september tot 9 november. Força e Luz werd kampioen.

## Eerste fase

### Groep A
| Plaats | Club       | Wed. | W | G | V | Saldo | Ptn. |
| ------ | ---------- | ---- | - | - | - | ----- | ---- |
| 1.     | Alecrim    | 4    | 4 | 0 | 0 | 13:2  | 12   |
| 2.     | Centenário | 4    | 2 | 0 | 2 | 6:4   | 6    |
| 3.     | Parnamirim | 4    | 0 | 0 | 4 | 1:14  | 0    |

|  | Geplaatst voor de tweede fase |

### Groep B
| Plaats | Club             | Wed. | W | G | V | Saldo | Ptn. |
| ------ | ---------------- | ---- | - | - | - | ----- | ---- |
| 1.     | Força e Luz      | 4    | 3 | 1 | 0 | 11:1  | 10   |
| 2.     | Atlético Potengi | 4    | 2 | 0 | 2 | 6:7   | 6    |
| 3.     | Visão Celeste    | 4    | 0 | 1 | 3 | 1:10  | 1    |

|  | Geplaatst voor de tweede fase |

## Tweede fase
In geval van gelijkspel worden strafschoppen genomen, tussen haakjes weergegeven
|  | halve finale     | halve finale | halve finale | halve finale |  |             | finale | finale | finale | finale |
|  |                  |              |              |              |  |             |        |        |        |        |
|  |                  |              |              |              |  |             |        |        |        |        |
|  | Centenário       | 0            | 1            | 1            |  |             |        |        |        |        |
|  | Força e Luz      | 5            | 3            | 8            |  |             |        |        |        |        |
|  |                  |              |              |              |  | Força e Luz | 1      |        | 1 (4)  |        |
|  |                  |              |              |              |  | Alecrim     | 1      |        | 1 (3)  |        |
|  | Atlético Potengi | 0            | 0            | 0            |  |             |        |        |        |        |
|  | Alecrim          | 2            | 3            | 5            |  |             |        |        |        |        |

## Kampioen
| Campeonato Potiguar de 2019 - Segunda Divisão |
| Rio Grande do Norte                           |
| --------------------------------------------- |
| FORÇA E LUZ Kampioen (4° titel)               |